# Cameroun aux Jeux olympiques d'été de 1964
Le Cameroun participe pour la première fois aux Jeux olympiques d'été à Tokyo en 1964. Il est représenté par un seul sportif, l'athlète David Njitock.

## Athlétisme
| Athlète       | Épreuve | Séries   | Séries | Quarts de finale | Quarts de finale | Demi-finales | Demi-finales | Finale   | Finale |
| Athlète       | Épreuve | Résultat | Rang   | Résultat         | Rang             | Résultat     | Rang         | Résultat | Rang   |
| ------------- | ------- | -------- | ------ | ---------------- | ---------------- | ------------ | ------------ | -------- | ------ |
| David Njitock | 100 m   | 11 s 1   | 7e     | NC               | NC               | NC           | NC           | NC       | NC     |
| David Njitock | 200 m   | 22 s 5   | 5e     | NC               | NC               | NC           | NC           | NC       | NC     |